# Klippans bruk
Klippans bruk – miejscowość (tätort) w Szwecji, w regionie administracyjnym (län) Skania, w gminie Klippan.
Według danych Szwedzkiego Urzędu Statystycznego liczba ludności wyniosła: 313 (31 grudnia 2015), 375 (31 grudnia 2018) i 364 (31 grudnia 2019).